# Ontwikkelingsfysiologie
De ontwikkelingsfysiologie of ontogenese is de groei en celdifferentiatie van cellen en weefsels, en de totipotentie van organismen vanaf bevruchte eicel of zygote tot volwassen organisme. De ontwikkelingsfysiologie is een onderdeel van de ontwikkelingsbiologie. De ontwikkeling betreft niet alleen de groei door celdeling, maar ook de toename van de complexiteit van de cellen (celdifferentiatie) van het organisme. Voor deze processen is de opname van voedingsstoffen noodzakelijk, die de benodigde energie en bouwstoffen leveren voor de celdeling, de celdifferentiatie, en bij planten bovendien voor de celstrekking. De ontwikkeling is erfelijk bepaald: ze wordt gestuurd door de genen en hormonen van het betreffende soort organisme.
Totipotente cellen zijn in staat te differentiëren naar alle soorten cellen, die bij meercellige organismen de verschillende weefsels vormen. Bij gewervelde dieren hebben alleen de zygote, en de cellen ontstaan uit de eerste celdelingen van de zygote dit vermogen. Bij planten hebben meristeemcellen, en in mindere mate de overige levende cellen dit vermogen.

De beginfase van de menselijke embryogenese
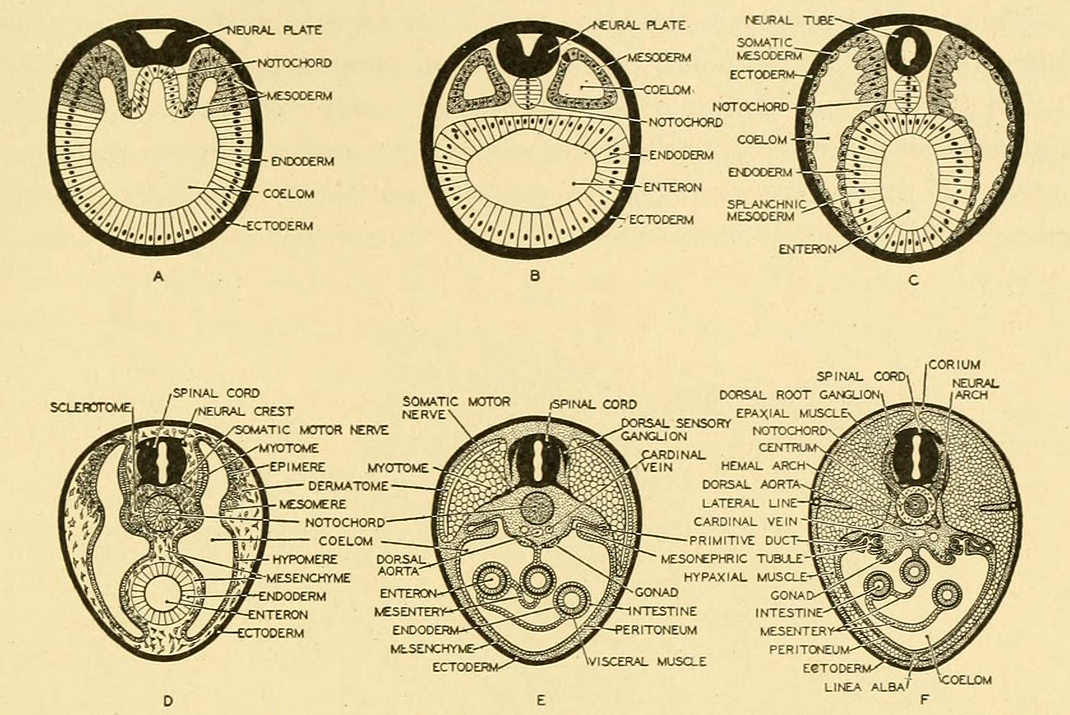
Embryogenese en ontwikkelingsfysiologie bij gewervelden